# Linum carnosulum
Linum carnosulum är en linväxtart som beskrevs av Pierre Edmond Boissier. Linum carnosulum ingår i släktet linsläktet, och familjen linväxter. Inga underarter finns listade i Catalogue of Life.